# Андало-Вальтелліно
Андало-Вальтелліно (італ. Andalo Valtellino) — муніципалітет в Італії, у регіоні Ломбардія, провінція Сондріо.
Андало-Вальтелліно розташоване на відстані близько 530 км на північний захід від Рима, 80 км на північ від Мілана, 32 км на захід від Сондріо.
Населення — 560 осіб (2014).

## Демографія
Населення за роками:

Станом на 1 січня 2023 року в муніципалітеті офіційно проживали 53 іноземці з 11 країн, серед них 8 громадян країн Євросоюзу та 1 громадянин України.

## Сусідні муніципалітети
- Делебіо
- Дубіно
- Мантелло
- Роголо